# 埃尔科莱港
埃爾科萊港（Porto Ercole 義大利語：[ˈpɔrto ˈɛrkole]）是位於意大利格羅塞托省蒙泰阿真塔里奧的一個港口城鎮，它和圣托斯特凡诺港為蒙泰阿真塔里奧最大的兩個鎮。其名的意思是“赫拉克勒斯之港”。

## 歷史
1296年，索瓦納伯爵夫人瑪格麗塔·奥尔杜布兰德斯（Margherita Aldobrandeschi）下令建造一個名為“Torre di Terra”的塔，形成今埃爾科萊港的中心。
1610年，卡拉瓦喬在返回羅馬的途中死於此地，葬於當地的一所教堂中。
20世紀末荷蘭皇室在此有一棟避暑別墅。

## 交通
此地原有一條通往奥尔贝泰洛的鐵路，但在1944年關停，火車站還保留在原地。
當地有兩個港口，即Porto Vecchio和Cala Galera。

## 姊妹城鎮
- 卡拉瓦喬：1973年[7]

## 外部連接
- （意大利文） 官方網站 （页面存档备份，存于）